# 沖一峨

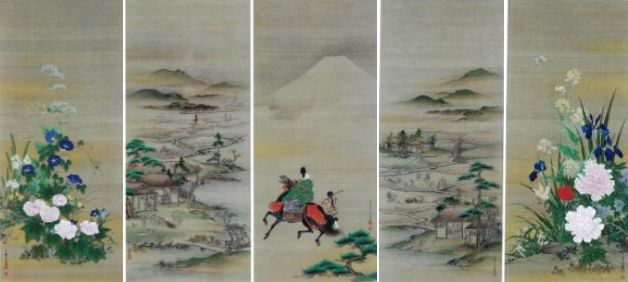
絹本著色 東下り・耕作・草花図

沖 一峨（おき いちが、寛政8年12月25日（1797年1月22日） - 安政2年8月13日（1855年9月23日））は、江戸時代後期の狩野派（江戸狩野）の絵師。名は貞（てい）。字は子仰（しこう）、子卿（しきょう）。渕泉、探三と称し、剃髪後は静斎と号した。鳥取藩の御用絵師。狩野派から出発しつつも他派の多様な画風を学び、精緻華麗な表現で当時の江戸で人気を博した。

## 略歴
寛政8年12月25日（1797年1月22日）に、江戸深川の児玉家に生まれる。天保8年（1837年）42歳の時に鳥取藩主池田家の御用絵師を代々勤めていた沖家の養子となり、養父探容が天保10年（1839年）に没すると、翌11年（1840年）に第7代目として跡目を相続し、30俵5人扶持で召し抱えられた。
沖家は江戸定詰の絵師だったので、一峨はその生涯のほとんどを江戸で過ごした。一峨は鍛冶橋狩野家の狩野探信 (守道)に学んだが、独自に南蘋派の写生画風や琳派、特に酒井抱一にも学び、一つの流派には収まりきらないさまざまな作品を数多く遺している。
一峨は書画会への参加などに積極的に関わり、谷文晁や喜多武清といった同時代の文人たちと交わっている。また、曲亭馬琴や渡辺崋山、椿椿山などとは合作もしている。
弟子にやや年の離れた息子の沖守固。守固を補佐するために鳥取藩御用絵師に任じられたと見られる根本幽峨や大岸渕虬、田村琴峨など。他に松本洋峨（松本楓湖）、加藤泰峨（佐竹永湖）、飯島光峨の三者は、一峨門下の「三峨」と称された。一峨は沖家累代の中で最も画名が高く、一峨の作品は地元の鳥取県立博物館や渡辺美術館に多く所蔵されている。墓所は青山霊園(1イ-10-1)。

## 代表作
| 作品名               | 技法     | 形状・員数 | 寸法（縦x横cm） | 所有者             | 年代               | 落款・印章                                                                | 備考                 |
| -------------------- | -------- | ---------- | --------------- | ------------------ | ------------------ | ------------------------------------------------------------------------- | -------------------- |
| 平忠盛と油坊主図     |          | 絵馬1面    |                 | 圓福寺             | 1825年 （文政8年） |                                                                           |                      |
| 市原野の図           |          | 絵馬1面    |                 | 成田山新勝寺       | 1833年（天保4年）  |                                                                           | 千葉県指定有形文化財 |
| 四季草花図           | 絹本著色 | 双幅       | 96.9x34.3（各） | 鳥取県立博物館寄託 |                    |                                                                           |                      |
| 東下り・耕作・草花図 | 絹本著色 | 5幅        |                 | 鳥取県立博物館     |                    |                                                                           | 鳥取県保護文化財     |
| 家翁西京舞妓図       | 絹本著色 | 1幅        | 106.5x39.5      | 鳥取県立博物館     | 1849年（嘉永2年）  | 款記「偶有憶平安之舊遊戯寫此圖 時嘉永己酉人日 一峨子仰」/「静斎」朱文方印 |                      |
| 高輪真景図           | 絹本著色 | 1幅        |                 | 東京国立博物館     |                    |                                                                           |                      |
| 老松図屏風           | 紙本墨画 | 六曲一双   |                 | 個人               |                    |                                                                           |                      |
|                      |          | 絵馬1面    |                 | 葛飾八幡宮         | 1855年（安政2年）  |                                                                           |                      |

## 参考資料
- 『沖一峨 鳥取藩御用絵師』 展図録、鳥取県立博物館、2006年
- 安村敏信 『もっと知りたい狩野派 探幽と江戸狩野派』 東京美術、2006年 ISBN 978-4-8087-0815-3
- 山下真由美 「沖一峨における画風の多様性について ─人的交流との関連から─」、『美術史』164号所収、美術史學會、2008年3月